# Spanien ved vinter-OL 2022
Spanien deltog i vinter-OL 2022 i Beijing, Kina i perioden 4. – 20. februar 2022.

## Medaljer
| 2022 Beijing | Guld | Sølv | Bronze | Total |
| Spanien      | 0    | 1    | 0      | 1     |

### Medaljevindere
| Spanien under vinter-OL 2022 i Beijing | Spanien under vinter-OL 2022 i Beijing | Spanien under vinter-OL 2022 i Beijing | Spanien under vinter-OL 2022 i Beijing | Spanien under vinter-OL 2022 i Beijing |
| Medalje                                | Navn                                   | Sport                                  | Event                                  | Dato                                   |
| -------------------------------------- | -------------------------------------- | -------------------------------------- | -------------------------------------- | -------------------------------------- |
| Sølv                                   | Queralt Castellet                      | Snowboarding                           | Damernes halfpipe                      | 10. februar                            |